# Бич, Майкл
Майкл Бич (англ. Michael Beach) — американский актёр. Наиболее известен по таким фильмам, как «Положитесь на меня» (1989), «Один неверный ход» (1992), «Короткие истории» (1993), «В ожидании выдоха» (1995), «Семейная штука» (1996) и «Пища для души» (1997). Также Майкл снялся для телевидения в роли Монте Паркера в сериале NBC «Третья смена» с 1999 по 2005 год.

## Карьера
Дебют Бича на большом экране состоялся в фильме «Конец линии» в 1987 году. В 1989 году он появился в фильме «Положитесь на меня» с Морганом Фрименом и Беверли Тодд. Также снимался в фильмах «Внутренние дела», «Муштра» (оба в 1990 году), «Один неверный ход» (1992) с Синдой Уильямс, «Короткие истории» и «Настоящая любовь» (оба — 1993).
В 1995 году, сыграв неверного мужа Анджелы Бассетт в фильме комедии-драмы «В ожидании выдоха». В 1997 году он сыграл неверного мужа Ванессы Л. Уильямс в фильме комедии-драмы «Пища для души». На телевидении он играл повторяющуюся роль Аль Буле, бывшего мужа Джинни Булет (Глория Рубен) в медицинской драме NBC «Скорая помощь» С 1995 по 1997 год. С 1999 по 2005 год Бич был постоянным актёром в телесериале NBC «Третья смена», сыграв парамедика Монте Паркера из Пожарного департамента Нью-Йорка.
Так же актёр сыграл в телесериалах, таких как «Закон и порядок», «Закон и порядок: Специальный корпус», «Братья и сёстры», «Мыслить как преступник», «Анатомия страсти», «Ближе», «Чёрный список» и «Новичок». Он также был постоянным членом короткоживущей серии NBC «Кризис» в 2014 году и имел повторяющиеся роли в «Звёздные врата: Атлантида», «Сыны анархии», «Список клиентов», «Игра», «Секреты и ложь» и «100».
К 2018 году снялся в фильме «Глубокое синее море 2» в роли Карла Дюранта. В 2018 году исполнил роль Джесси Кейна в фильме «Аквамен».